# Andoni Aretxabaleta
Andoni Aretxabaleta Aramendi, llamado Aretxabaleta, nacido en Marquina-Jemein (Vizcaya) el 25 de octubre de 1992, es un pelotari español de pelota vasca en la modalidad de mano, que juega en la posición de zaguero. 

## Final del Campeonato de parejas
| Año  | Campeones              | Subcampeones             | Tanteo | Frontón |
| ---- | ---------------------- | ------------------------ | ------ | ------- |
| 2013 | Mtz. de Irujo-Barriola | Olaizola II-Aretxabaleta | 22-13  | Vizcaya |